# 阿倍陸奥善福
阿倍陸奥 善福（あべのむつ の ぜんふく、生没年不詳）は、日本の平安時代初期の人物。氏姓は陸奥臣のち阿倍陸奥臣。官位は無位・磐城団擬主帳。

## 概要
陸奥国伊具郡麻続郷の人。承和15年（847年）磐城団擬主帳で伊具郡麻続郷の戸主であった陸奥善福は、奈須赤竜・丈部宗成・丈部本成・大田部月麻呂・陸奥標葉高生・陸奥千継、および善福にとっては上官にあたる磐城団擬少毅の陸奥丈部継島らとともに、阿倍陸奥臣の氏姓を与えられた。彼ら8人はみな陸奥国の人で、うち4人は外正七位上から外従七位下の位階が記されるが、善福と継島ら4人にはない。
伊具郡は現在の宮城県南部にあたり、磐城団が所在したと考えられる磐城郡は福島県南東部である。途中には行方団がある行方郡、安積団がある安積郡がはさまっている。軍団兵士は地元から徴兵され、主帳は軍団兵士から選抜することになっているので、伊具郡出身の善福が行方・安積を飛び越えて磐城団に勤務するのは不審である。規定が守られていないのか、あるいは磐城団が名前に反して伊具郡の近くにあったか、それとも伊具郡が飛び地として磐城団の徴兵区になっていたか、諸説ある。
阿倍陸奥臣の賜姓は他にも例があるが、それらがみな同族だとも、古来からの中央貴族である阿倍氏の分かれだとも考えられない。阿倍氏と何らかの縁があり、これに連なることで地位の上昇を果たしたと考えられている。